# V367 Возничего
V367 Возничего (лат. V367 Aurigae) — одиночная переменная звезда в созвездии Возничего на расстоянии (вычисленном из значения параллакса) приблизительно 10152 световых лет (около 3112 парсеков) от Солнца. Видимая звёздная величина звезды — от +14,9m до +14,5m.

## Характеристики
V367 Возничего — красная пульсирующая медленная неправильная переменная звезда (LB) спектрального класса M. Эффективная температура — около 3286 K.